# فرانسوا تروفو
فرانسوا رولاند تروفو (به فرانسوی: François Truffaut) ‏ (زاده ۶ فوریه ۱۹۳۲ در پاریس – مرگ ۲۱ اکتبر ۱۹۸۴) فیلمساز، نظریه‌پرداز و منتقد سینمایی برجسته فرانسوی بود. وی از پیشروان جریان موج نوی فرانسه محسوب می‌شد. اولین اثر سینمایی وی فیلم چهارصد ضربه، در زمرهٔ سه فیلم بلند آغازین موج نو قرار می‌گیرد.
شاخص ترین کتابی که درباره او در ایران ترجمه شده است، کتاب گفت وگو با تروفو با ترجمه‌ آرمان صالحی است. در این کتاب شخصیت واقعی فرانسوا تروفو، اندیشه‌ها و اعتقادات او آمده است.
تروفو نویسنده یا همکار نویسنده فیلمنامه تمام فیلمهایی بود که خودش کارگردانی کرد. آثار او ترکیبی از کمدی، غم، تردید و عشق بود. یکی از مضامین اصلی فیلم‌های تروفو زندگی خودش بود. از این جهت پاره‌ای از فیلم‌هایش فیلم‌های زندگی‌نامه‌ای محسوب می‌شوند. چهارصد ضربه نیز یکی از آن فیلم‌هاست و تصویر پاره‌ای از وقایع دوران کودکی فیلمساز است.

## دیدگاه و روابط هنری
تروفو پیش از آنکه فیلمساز شود نویسنده و منتقد نشریهٔ کایه دو سینما بود. یکی از مشهورترین نوشته‌های او نظریه مؤلف است که به همراه اندرو ساریس نوشت و عملاً به یک مانیفیست برای فیلمسازان موج نو تبدیل شد. طبق این رساله، باید فیلمسازان مؤلف را از فیلمسازان مقلد جدا کرد. تروفو بسیاری از فیلمسازان زمان خودش را مقلد، دنباله‌رو و بسیار محافظه‌کار خواند. سینمای آن‌ها را کهنه و پوسیده خواند و نوید پیدایش یک سینمای نو را داد که در آثار موج نو تبلور یافت.
تروفو در فیلم‌های خود داستانی جذاب و زیبا را روایت می‌کند که اعتماد و باور تماشاگر را جلب می‌کند و فیلم‌هایش پیچیدگی و ابهام خاصی ندارند. او در فیلمنامه‌های خود بی‌گمان از انوره دو بالزاک بسیار گرفته‌است. پیوندهای عاطفی، از رابطه‌های زودگذر سبکسرانه تا عشق‌های سودایی و جنون‌آمیز، خمیرمایه اصلی سینمای تروفو است.
سینمای او از موضوعات اجتماعی و سیاسی دور است و تنها در جریان ناآرامی‌های مه ۱۹۶۸ فرانسه از خود چهره‌ای سیاسی نشان داد. از این نظر، نگاه او رو در تقابل با بزرگ‌ترین رقیب‌اش ژان-لوک گدار قرار می‌گیرد که فیلم‌هایش سرشار از نگره‌ها و پیام‌های سیاسی است. این دو فیلمساز جوان پس از دوره‌ای از دوستی و همکاری در کادر تحریری نشریه کایه دو سینما و اولین مرحله شکل‌گیری موج نو، در کنار هم بودند. اما در اوایل دهه ۱۹۷۰ دشمنی تلخی میان آنها پیش آمد که تا پایان عمر تروفو ادامه یافت.
تروفو شیفته فیلم‌های آلفرد هیچکاک بود و بافت دقیق و سنجیده فیلمنامه‌ها، مهارت در ایجاد تعلیق و هیجان، ذوق بی‌نظیر در پیشبرد داستان با ریتم و ضرب‌آهنگ مناسب و لحن طنزآمیز و فیلم‌های او را می‌ستود. او در سال ۱۹۶۲ به آمریکا سفر کرد و در گفتگویی پنجاه ساعته با هیچکاک از جزئیات طرز کار او اطلاع یافت و شرح آنرا به صورت کتاب منتشر کرد. این کتاب به اثری کلاسیک در شناخت سینما تبدیل شد و به زبان‌های بسیاری از جمله به زبان فارسی با ترجمه پرویز دوایی برگشت.

او می‌گوید:
برای من سینما قبل از هر چیز سرگرمی است، یعنی تعریف یک داستان جمع و جور و معرفی آدم‌هایی که کارها و احساساتی را تجربه می‌کنند. سینما برای من به جریان «هنر برای هنر» ربطی ندارد، بلکه نمایش جنبه‌هایی از زندگی است که ابعاد گوناگونی به خود می‌گیرد. سینمای دلخواه من به برداشت هیچکاک نزدیک است: سرگرمی همراه با طنز و فروتنی

## آثار
- چهارصد ضربه (۱۹۵۹)
- به پیانیست شلیک کن (۱۹۶۰) مخلوطی از خنده و تردید
- ژول و ژیم (۱۹۶۲)
- پوست لطیف (۱۹۶۴) داستانی از یک مثلث عشقی
- فارنهایت ۴۵۱(۱۹۶۶) اولین گرایش وی به داستان‌های علمی و تخیلی
- بوسه‌های دزدکی (۱۹۶۸) بوسه‌های ربوده شده؛ داستان عشق شاعرانهٔ یک مرد جوان به کریستین ویولونیست.
- عروس سیاه‌پوش (۱۹۶۸)
- پری دریایی می‌سی‌سی‌پی (۱۹۶۹)
- کودک وحشی (۱۹۷۰) بر اساس یک داستان واقعی در قرن ۱۹، تلاش دکتری در متمدن کردن یک کودک وحشی
- کانون زناشویی (۱۹۷۰)
- دو دختر انگلیسی و مرد اروپایی (۱۹۷۱) داستان مردی که عاشق دو خواهر می‌شود.
- دختری زیبا مثل من (۱۹۷۲)
- روز به جای شب (۱۹۷۳) بیعتی با فیلمسازان که برنده اسکار فیلم خارجی زبان می‌شود.
- داستان آدل ه (۱۹۷۵) داستان از یک عشق عقده شده
- تغییر کوچک (۱۹۷۶)
- مردی که زنها را دوست داشت (۱۹۷۷)
- اتاق سبز (۱۹۷۸)
- آخرین مترو (۱۹۸۰)
- عشق در گریز (۱۹۷۹)
- فیلمنامه دزد کوچک با همکاری کلود دو ژیوره
- زنی در همسایگی (۱۹۸۱)
- بالاخره یکشنبه (۱۹۸۳)

### کتاب
- سینما به روایت هیچکاک. فرانسوا تروفو، ترجمه پرویز دوایی[۲][۳]